# Bundibugyo ebolavirus
La specie Bundibugyo ebolavirus (sigla: BDBV) secondo la definizione dell'International Committee on Taxonomy of Viruses (ICTV) è un virus incluso nel genere Ebolavirus, che è parte della famiglia Filoviridae, ordine dei Mononegavirales.
Il 24 novembre 2007 il Ministero della Salute dell'Uganda ha confermato un focolaio di Ebola nel distretto di Bundibugyo.
Dopo la conferma dei campioni testati dai National Reference Laboratories degli Stati Uniti e dal CDC, l'Organizzazione mondiale della sanità ha confermato la nuova specie.
Il 20 febbraio 2008, il Ministero dell'Uganda ha annunciato ufficialmente la fine dell'epidemia a Bundibugyo, con l'ultima persona infetta dimessa l'8 gennaio 2008.
Uno studio epidemiologico condotto dagli scienziati dell'OMS e del Ministero della Salute dell'Uganda ha stabilito che furono 116 i casi tra confermati e probabili, della nuova specie di Ebolavirus, e che l'epidemia aveva un tasso di mortalità del 34% (39 morti).